# Crotalaria virgultatis
Crotalaria virgultatis är en ärtväxtart som beskrevs av Dc.. Crotalaria virgultatis ingår i släktet sunnhampor, och familjen ärtväxter. Inga underarter finns listade i Catalogue of Life.